# Punizione di Marsia (Tiziano)
Punizione di Marsia è un dipinto di Tiziano, eseguito tra il 1570 ed il 1576 e oggi conservato al castello nel Museo Arcivescovile di Kroměříž, nella Repubblica Ceca.

## Descrizione e stile
Il dipinto fa parte della serie di opere a sfondo mitologico concepite dal pittore nell'ultimo periodo della sua vita. Ritenuta tra i capolavori dell'autore, rappresenta sulla tela il mito del supplizio di Marsia, il satiro che osò sfidare Apollo. Si tratta di un'opera cruda e impattante, nella quale il dolore di Marsia, scorticato vivo, viene trasposto direttamente nello stile scelto per rappresentare la scena: il pennello stesso strappa e scortica ogni superficie rappresentata, che sia pelle umana, erba o facciate di edifici.
L'iconografia rappresentata è dissonante, alla scena di dolore e strazio vengono aggiunti strumenti musicali e numerosi personaggi assistono alla punizione senza avvedersi realmente che essi stessi sono scuoiati dalla mano dell'artista.
Mida, il personaggio posto sulla destra del dipinto con fare pensieroso, è probabilmente un autoritratto di Tiziano, il che si può intuire dal raffronto con il più celebre autoritratto custodito al Prado, il pittore appare così giudice dell'opera nell'opera stessa, paragonando il potere dell'artista a quello di Apollo.
La scelta di Tiziano di dipingere un tale episodio della mitologia greca è forse ispirata dalla violenta morte di Marcantonio Bragadin, militare della Repubblica di Venezia, stando all'interpretazione dello storico dell'arte statunitense Sydney Joseph Freedberg.

## Curiosità
- Il dipinto è citato nel romanzo Il silenzio degli innocenti, in un dialogo fra Clarice Starling e Hannibal Lecter riguardante gli scuoiamenti.[5]